# Neronov cirkus
Neronov cirkus ali Kaligulov cirkus je bil cirkus v antičnem Rimu, ki je ležal večinoma v današnjem Vatikanu.

## Lega in razmerja
Priloženi tloris prikazuje zgodnjo razlago relativnih lokacij cirkusa ter srednjeveške in sedanje bazilike svetega Petra. Tloris nakazuje tudi dimenzije cirkusa glede na baziliko. Sodobnejša razlaga se razlikuje v različnih pogledih: kaže osrednji obelisk v enakem položaju glede na Baziliki, vendar vrti celoten cirkus okoli obeliska, v smeri urinega kazalca, za približno 170 stopinj, tako da so startna vrata cirkusa zdaj proti vzhodu in bližje središču Rima. Sodobna interpretacija kaže tudi, da je bil cirkus precej daljši glede na širino v primerjavi z zgodnjo interpretacijo. (Glej načrt: "Oris sv. Petra, starega sv. Petra in Cirkusa Nerona" ).
V obeh interpretacijah je stavba cirkusa osredotočena na obelisk; je poravnana po črti vzhod-zahod kot Baziliki in leži južno od osi sedanje bazilike (levo gleda na zahodno pročelje s trga). Glavne razlike so v premestitvi startnih vrat na vzhodni konec in spremembi razmerij samega cirkusa.

## Gradnja
Gradnjo je začel Kaligula na posestvu svoje matere Agrippine na Ager Vaticanus (današnji rione Borgo), končal pa ga je Klavdij I..

## Bližnje rimsko pokopališče
Via Cornelia je tekla vzporedno s severno stranjo Cirkusa, njen potek pa je mogoče natančno zaslediti, saj so bile ob njegovih robovih v različnih obdobjih odkrite poganske grobnice. Spomini Santa Bartolija pišejo, da je papež Aleksander VII., ko je gradil levo krilo Berninijeve kolonade in vodnjak, odkril grob z bas-reliefom nad vrati, ki predstavlja prizorišče poroke (vi era un bellissimo bassorilievo di un matrimonio antico ). Kmalu so našli še druge. Najboljše odkritje poganskih grobnic točno na črti grobnice svetega Petra je bilo v navzočnosti Grimaldija, 9. novembra 1616:
Tistega dne sem vstopil v kvadratni grobni prostor, katerega strop je bil okrašen z vzorci v poslikani štukature. V središču je bil medaljon, v katerem je bila figura v visokem reliefu. Vrata odprta na Via Cornelia, so bila na isti ravni. Ta grobnica je bila pod sedmo stopnico pred srednjimi vrati cerkve. Povedali so mi, da je bil sarkofag, ki se zdaj uporablja kot vodnjak, na dvoru švicarske straže, odkrit v času Gregorja XIII. na istem mestu in da je vseboval truplo pogana.

## Prostor mučeništva
Cirkus je bil mesto prvih organiziranih, državno sponzoriranih mučenj kristjanov leta 65. Tradicija pravi, da so dve leti pozneje sveti Peter in mnogi drugi kristjani delili isto usodo. Okoliščine je Tacit podrobno opisal v dobro znanem odlomku Anali (xv.44).
Mesto križanja v Cirkusu bi bilo ob sredinskem pasu (spina), kot predlagajo Petrova dela iz 2. stoletja, ki opisujejo mesto njegovega mučeništva kot inter duas metas ('med obema metae ali obračalnima točkama', ki sta bili enako oddaljen od koncev cirkusa). Vendar obstoječi latinski rokopis Petrovih del spada v 6. do 7. stoletje in naj bi bil prevod izvirnika iz grščine iz 4. do 5. stoletja. Grško besedilo je preživelo le v 9. stoletju in poznejših rokopisih, kar ne omogoča natančnega določanja datuma tega opisa. Obelisk v središčnem pasu tega cirkusa je stal, vse dokler ga v 16. stoletju arhitekt Domenico Fontana ni ponovno postavil na trgu sv. Petra. Obelisk je prvotno v Rim prinesel Kaligula.
Tradicionalna lokacija groba svetega Petra je na tem območju, na omenjenem pokopališču in na mestu, ki ga predlaga bazilika.

## Konstantinova bazilika
Konstantin je nad tem najdiščem postavil baziliko (Stari sv. Peter), pri čemer je uporabil del obstoječe zgradbe Neronovega cirkusa. Bazilika je bila postavljena tako, da je bila njena apsida osredinjena na Petrovem grobu (zdaj pod visokim oltarjem sedanje bazilike svetega Petra). Cirkus je bil opuščen že sredi 2. stoletja našega štetja, ko so območje razdelili in dali v koncesijo zasebnikom za gradnjo grobnic, ki pripadajo nekropoli. Vendar se zdi, da je večina ruševin cirkusa preživela do leta 1450, ko so jih dokončno uničili z gradnjo nove bazilike svetega Petra.